# Maksim Baranau
Maksim Baranau (Babruysk, 11 de abril de 1988) es un jugador de balonmano bielorruso que juega de extremo derecho en el Meshkov Brest. Es internacional con la selección de balonmano de Bielorrusia.

## Palmarés

### Meshkov Brest
- Liga de Bielorrusia de balonmano (9): 2014, 2015, 2016, 2018, 2019, 2020, 2021, 2022, 2023
- Copa de Bielorrusia de balonmano (7): 2011, 2014, 2015, 2016, 2018, 2020, 2021

## Clubes
- SKA Minsk (2006-2010)
- Meshkov Brest (2010-2016)
- HC Odorheiu Secuiesc (2016-2017)
- Meshkov Brest (2017- )